# Сімо-Кіта (півострів)
Піво́стрів Сімо-Кіта́ (яп. 下北半島, しもきたはんとう, МФА: [ɕimo ki̥ta hantoː]) — півострів у Японії, на півночі острова Хонсю.

## Короткі відомості
Розташований у північно-східній частині префектури Аоморі. За обрисами нагадує сокиру, обернену лезом ліворуч. На півночі омивається протокою Цуґару, на сході — Тихим океаном, на південному заході — затокою Муцу. Мис Ома, найзахідніша точка півострова, є найпівнічнішою точкою острова Хонсю. У центральній частині лежить вулканічна гряда Осоре, продовження гряди Насу, що пролягає паралельно горам Оу. Із західної сторони висота гряди становить 500—700 м. Підніжжя гір урвисте і скелясте. У центральній частині гряди лежить вулкан Осоре, у кратері якого розміщено озеро Усоріяма. Східна частина півострова пагорбиста. Між горами Оу та горами Кітакамі пролягає низина Танабу. Півострів не має належної господарської та транспортної інфраструктури.

## Населені пункти
На півострові розташовано декілька міст, а також містечка і села повітів Камі-Кіта й Сімо-Кіта:
- Муцу (Аоморі)
- Йокохама (Аоморі)
- Нохедзі
- Кадзамаура
- Роккасьо
- Сай (Аоморі)
- Хіґасідорі